# Idrografia di Novara
L'Idrografia di Novara è molto complessa. All'interno della città piemontese scorrono numerosi torrenti e canali, più o meno importanti, che irrigano vasti comprensori irrigui.

## I principali corsi d'acqua
Nella città di Novara, scorrono diversi canali e corsi d'acqua naturali; i più importanti sono:
- l'Agogna: nasce a circa 1000 m s.l.m., dal Massiccio del Mottarone e sfocia nel Po dopo un corso di 140 km;
- il Terdoppio Novarese: nasce a circa 300 m s.l.m. dalle colline novaresi e sfocia nel Ticino con il nome di roggia Cerana oltre il paese di Cerano; anticamente il Terdoppio scorreva sino al Po, ma la continuità del corso fu interrotta per scopi irrigui in epoca medievale; a sud di Novara, in comune di Sozzago, dal torrente Refreddo e dal rio Senella prende vita il Terdoppio Lomellino, che scorre sino al Po;
- l'Arbogna-Erbognone è un discreto torrente che nasce a sud della città; esso scorre per circa 50 km, sfociando con il nome di Erbognone nell'Agogna presso Ferrera Erbognone, in provincia di Pavia;
- il cavo Dassi: canale artificiale, nasce dalla roggia Mora presso la Frazione Cesto di San Pietro Mosezzo; attraversa la città da nord a sud giungendo al Torrione per poi dividersi in due bracci secondari;
- il canale Cavour attraversa solo la parte nord della città (rione di Veveri), dando origine al Diramatore Quintino Sella e ricevendo le acque del canale Regina Elena presso suddetto rione;
- le rogge della città di Novara sono un antico complesso di rogge che bagnavano i prati di Novara;
- la roggia Mora, che alimenta il già citato cavo Dassi e si immette nell'Agogna sotto al ponte della Ferrovia Novara-Varallo; ne esce di nuovo attraversando il territorio di Vignale e immettendosi poi nel Terdoppio; esce da medesimo corso d'acqua proseguendo fino alla Sforzesca.

Tutti questi canali e torrenti sono stati fondamentali per lo sviluppo della città, nonché di quello dell'irrigazione.

## Storia
L'idea di portare l'acqua dal Sesia a Novara risale al XII secolo, con la costruzione della roggia Nuova, voluta dalla città stessa; in seguito questo corso d'acqua verrà chiamato Roggia Mora.
Dall'archivio degli Statuti del Comune di Novara si ha notizia, nel XIII secolo, di una roggia di Cerano che traeva la sua portata dal corso dell'Agogna e del Terdoppio. I casati nobiliari, proprietari di latifondi, garantivano una notevole dotazione irrigua ai propri terreni. La roggia Busca (1380) era la  roggia Novarese (rugia Novariensis): fu costruita dalla città per uso difensivo e di confine con la zona di Vercelli e ceduta successivamente, nel XV secolo, ai Duchi di Milano.